# Al-Kalābādhī
Abū Bakr Muhammad al-Kalābādhī (arabisch أبو بكر محمد الكلاباذي, DMG Abū Bakr Muḥammad al-Kalābāḏī * unbekannt, aber sehr wahrscheinlich in Buchara; † je nach Quelle 990, 994 oder 995 ebenfalls in Buchara) war der Verfasser des Kitab at-ta'arruf, eines der bedeutendsten Werke über Sufismus (islamische Mystik) in den ersten drei Jahrhunderten des Islam. Der Name seines Vaters wird unterschiedlich mit Ibrāhīm oder Ishāq angegeben.

## Leben
Über das Leben von Abu Bakr al-Kalabadhi ist nur sehr wenig bekannt. Seine Nisba deutet darauf hin, dass er in Kalabadh, einem Distrikt von Buchara lebte und wohl persischer Abstammung war. Buchara war eine Stadt in Transoxanien, damals Persien und heute Usbekistan. Je nach Quelle starb er im Jahr 990, 994 oder 995 (für Details siehe die Einführung von Arberry). Das Grab in Buchara wird bis heute zur Verehrung und Andacht besucht.
al-Kalabadhi studierte Sufismus unter Abu al-Husayn al-Farisi und hanafitisches Fiqh unter Muhammad ibn Fadl.

## Werke
Von seinen fünf oder sechs Werken sind zwei arabische bis heute erhalten:
1. Das Bahr al-fawa’id fi ma’ani al-akhar. Ein kurzer moralischer Kommentar zu 22 Hadithen, die Mohammed zugesprochen werden
2. Das Kitab at-ta'arruf (die englischsprachige Übersetzung von A. J. Arberry trägt den Titel The Doctrine of the Sufis, siehe Literatur).

Auf dem Kitab at-ta'arruf beruht der Ruhm al-Kalabadhis. Zu dem recht kurzen Werk wurden mehrere ausführliche Kommentare geschrieben, die den Umfang des Kitab at-ta'arruf weit übertreffen. Das Kitab at-ta'arruf besteht aus 75 meist kurzen Kapiteln. Das Buch wurde hauptsächlich zu zwei Zwecken geschrieben: Es führt zum einen nüchtern (sufistischer Fachbegriff) in den Sufismus der ersten drei Jahrhunderte des Islam ein. Zum anderen will al-Kalabadhi in ihm belegen, dass sich islamische Orthodoxie und Sufismus nicht widersprechen.
Besonders der zweite Punkt war zur Zeit al-Kalabadhis von großer Bedeutung, da die Gefahr bestand, dass der Sufismus zur Häresie erklärt werden könnte. Nicht lang zuvor, im Jahr 922, war der berühmte Sufi al-Halladsch aufgrund angeblicher Häresie publikumswirksam hingerichtet worden. Dass dies Einfluss auf al-Kalabadhi gehabt haben muss, kann aus zwei Hinweisen geschlussfolgert werden: al-Kalabadhis Lehrer Abu al-Husayn al-Farisi war ein Freund von al-Halladsch gewesen. Obwohl al-Kalabadhi al-Halladsch oft zitiert, nennt er ihn nie beim Namen. Anstelle dessen verwendet er meist die Chiffre Einer der großen Sufis.
Das Buch ist auch für heutige Leser noch verständlich. Für die Islamwissenschaft ist es besonders aufgrund der vielen verwendeten Zitate von Bedeutung, die eine der Hauptquellen für einen Einblick in die ersten drei Jahrhunderte des Sufismus darstellen.